# Roberto Telch
Roberto Marcelo Telch (* 6. November 1943 in San Vicente; † 12. Oktober 2014 in Buenos Aires) war ein argentinischer Fußballspieler, der mit der Nationalmannschaft seines Heimatlandes an der Fußball-Weltmeisterschaft 1974 teilnahm.

## Karriere

### Vereinskarriere
Roberto Telch begann seine Karriere als aktiver Spieler bei CA San Lorenzo de Almagro in Argentiniens Hauptstadt Buenos Aires. Am 9. September 1962 debütierte er 18-jährig in der ersten Mannschaft des Vereins beim 3:2-Erfolg im Ligaspiel gegen Ferro Carril Oeste. Sechs Jahre später gewann er mit San Lorenzo, wo er unter anderem zusammen spielte mit anderen argentinischen Fußballgrößen der damaligen Zeit wie José Albrecht, Rubén Ayala und Rodolfo Fischer, seine erste Meisterschaft als Spieler. In der Primera División wurde der Metropolitano-Wettbewerb durch einen 2:1-Endspielsieg gegen Estudiantes de La Plata gewonnen. Die zweite Meisterschaft konnte Telch vier Jahre später gewinnen, als 1972 sowohl Metropolitano- als auch Nacional-Wettbewerb siegreich gestaltet wurden, sodass CA San Lorenzo 1972 gleich zwei Meistertitel gewann. Nachdem man 1973 leer ausging, war Telch mit San Lorenzo 1974 wiederum erfolgreich und entschied das Torneo Nacional für sich, nachdem man in der Abschlusstabelle den ersten Platz mit einem Punkt Vorsprung auf CA Rosario Central belegte. Nachdem er noch eine weitere Saison im Trikot des Vereins aus dem Hauptstadtviertel Almagro gespielt hatte, wechselte er 1976 zu Unión de Santa Fe, wo Telch bis 1979 weitere 189 Spiele im argentinischen Ligabetrieb machte, bevor er 1980 zu CA Colón, ebenfalls aus Santa Fe, wechselte, wo er 1980 seine Karriere im Alter von 37 Jahren beendete.
Roberto Telch machte während seiner Laufbahn insgesamt 413 Ligaspiele für CA San Lorenzo de Almagro. Damit ist er der Spieler mit den zweitmeisten Einsätzen in der Geschichte des Vereins. Vor ihm liegt einzig Sergio Villar mit 446 Ligaspielen. Telch konnte aber den gebürtigen Spanier Ángel Zubieta auf den dritten Rang verweisen, der 352 Mal für CA San Lorenzo de Almagro auflief. Bei seinem Karriereende 1980 hatte Roberto Telch 630 Spiele in Argentiniens höchster Spielklasse absolviert, was ihm den dritten Platz in der Liste der Spieler mit den meisten Einsätzen in der argentinischen Primera División hinter Hugo Gatti und Ricardo Bochini einbrachte.

## Trainerkarriere
Nach seiner aktiven Zeit als Spieler arbeitete Telch als Trainer, meistens im Team mit Miguel Ángel Tojo. Er trainierte vor allem Zweitliga- und Jugendmannschaften, unter anderem bei CA Banfield aber auch in Kolumbien, sowie Jugendmannschaften von San Lorenzo.

### Nationalmannschaft
Zwischen 1964 und 1974 absolvierte Roberto Telch 24 Länderspiele für die argentinische Fußballnationalmannschaft. Dabei gelangen ihm zwei Tore. Von Nationaltrainer Vladislao Cap wurde er ins Aufgebot der Südamerikaner für die Fußball-Weltmeisterschaft 1974 in Deutschland berufen. Die Weltmeisterschaft endete für Argentinien in der Zwischenrunde mit dem Aus als Gruppenletzter hinter den Niederlanden, Brasilien und der DDR. In der Vorrunde hatten die Argentinier zuvor den zweiten Platz hinter Polen und vor Italien und Haiti belegt. Roberto Telch war bei der Weltmeisterschaft als Stammspieler aktiv und wurde bis zu seiner Verletzung beim 0:4 im ersten Zwischenrundenspiel gegen die Niederlande in jedem Spiel eingesetzt. Das zweite Zwischenrundenspiel verpasste er verletzungsbedingt, konnte aber im dritten Spiel der zweiten Gruppenphase wieder mitwirken und zum einzigen Punktgewinn Argentiniens in der Zwischenrunde, einem 1:1 gegen die Deutsche Demokratische Republik, beitragen. Dieses Spiel war sein letztes im Nationaltrikot; er beendete seine Nationalmannschaftskarriere nach der WM.